# Dona Lola
Dona Lola, é um romance da escritora paulista Maria José Dupré, publicado originalmente em 1949 pela Brasiliense. Trata-se de uma continuação de sua obra anterior Éramos Seis, publicado em 1943. Posteriormente o livro teve mais algumas edições na década de 1950 e 1960, pela Brasiliense e Saraiva. Porém, ao contrário de Éramos Seis, que se tornou um grande sucesso, Dona Lola teve sua última edição em 1968. Esgotado, se tornou um livro raro e de difícil acesso. 
Finalmente,  em 2020, 52 anos após sua última republicação, o livro voltou a ser editado, desta vez pela editora Ática 

## Enredo
Após o sucesso de Éramos Seis, o livro terminou deixando dúvidas: Como Dona Lola envelhece ? , Onde está Alfredo? , Isabel formará uma família? , E Julinho? , Olga e Clotilde ainda vivem e Itapetininga? . A fim de saciar a curiosidade do leitor, Maria José Dupré escreveu em 1949 o romance Dona Lola, que dá continuidade a história da narradora-personagem . O livro ainda apresenta a busca de Dona Lola pelo paradeiro de Alfredo.

## Personagens
Como uma sequência de uma história anteriormente contada ("Éramos Seis"), o romance Dona Lola nos apresenta, desta forma, três categorias de personagens:
Personagens que aparecem em Éramos Seis:
Dona Lola, Isabel, Felício, Julinho, Alfredo, Dona Genu, Clotilde, Olga, Zeca, Tia Candoca, Mocinha, Maria Laura, Dona Carola.
Personagens apenas citados em Éramos Seis:
Carlos (filho de Isabel e Felício); o filho de Felício e enteado de Isabel (Eduardo); as duas filhas de Julinho (Ivone e Lídia); os pais de Maria Laura (Raimundo e Julia), os filhos de Olga e Zeca (anteriormente só citados; porém neste romance seus nomes são: Vítor, José Luís, Inês e Glórinha)
Personagens inexistentes em Éramos Seis:
Tio Damião (um velho parente de Felício, morador da Mooca, afeiçoado a música e uma espécie de faz tudo); Janina (filha imaginária de Tio Damião) ; os outros filhos de Isabel e Felício (Sílvia, Maria Helena e José Felício "Zézinho"); o filho caçula de Maria Laura e Julinho (Julio César), Benevenuta (parteira de Isabel na noite em que nasce Maria Helena); Dona Augusta (constantemente citada por Felício); padrinho e madrinha de Silvia e Maria Helena (sem ter os nomes mencionados, são amigos de Felício e Isabel), Dona Prudencinha (moradora da pensão de freiras onde Dona Lola residiu por algum tempo), Dona Tututa (irmã de Prudencinha, também moradora da Pensão).

## Narração e universo literário
Foco narrativo: assim como na obra anterior "Éramos Seis", a história é narrada em primeira pessoa pela personagem principal Dona Lola.